# Assia Wevill
Assia Wevill (* 15. Mai 1927 in Berlin als Assia Esther Gutmann; † 23. März 1969 in London) war Werbetexterin und Literaturübersetzerin. Sie war mit dem kanadischen Dichter David Wevill und später mit dem englischen Dichter Ted Hughes liiert. Sie starb, indem sie sich und ihre Tochter auf ähnliche Art umbrachte wie Hughes’ Ehefrau Sylvia Plath zuvor.

## Leben und Karriere
Assia Gutmann war die Tochter eines jüdischen Arztes russisch-lettischer Abstammung, Lonya Gutmann, und einer deutschen Mutter protestantischen Glaubens, Elisabeth Bertha Margarete Gutmann, geb. Gaedeke (genannt „Lisa“). Ihre jüngere Schwester Celia († 2019) kam am 22. September 1929 zur Welt. Im Jahr 1933 emigrierte die Familie nach Palästina, um der nationalsozialistischen Verfolgung zu entkommen. Assia Gutmann war zu diesem Zeitpunkt sechs Jahre alt. Sie verbrachte später ihre Jugend in Tel Aviv.
Im Jahr 1946 zog sie mit dem Briten John Steele (1922–1983), einem Sergeant der Royal Air Force, nach London, wo das Paar am 17. Mai 1947 heiratete. Laut ihren Biografen Yedhua Koren und Eilat Negev handelte es sich um eine lieblose Ehe, die dazu diente, Wevills Familie die Auswanderung nach England zu ermöglichen. Das Ehepaar zog später nach Vancouver, Kanada, wo Wevill ein Studium an der University of British Columbia begann und ihren zweiten Ehemann, den kanadischen Ökonom Richard Lipsey (* 1928) kennenlernte. Nach ihrer Scheidung von John Steele im Jahr 1949 heiratete sie Lipsey am 21. Oktober 1952 in Toronto. Nach einer Affäre mit dem kanadischen Dichter David Wevill (* 1935), ließ sie sich auch von Lipsey scheiden und heiratete Wevill im Jahr 1960.
Assia war in der Werbebranche tätig. Sie komponierte unter anderem einen Werbespot für ein Haarfärbemittel, der in Kinos und im Fernsehen eingesetzt wurde und von ihren Biografen als „bahnbrechend“ beschrieben wird. Unter dem Namen Assia Gutmann veröffentlichte sie eine englische Übersetzung von Gedichten des israelischen Autors Jehuda Amichai.

## Beziehung zu Ted Hughes und Freitod
Im Jahr 1961 mieteten Assia und ihr Mann David Wevill eine Wohnung in Primrose Hill, London, vom Ehepaar Ted Hughes und Sylvia Plath. Assia und Ted Hughes begannen eine Affäre. Als Silvia Plath sich 1963 das Leben nahm, war Assia von Hughes schwanger, brach die Schwangerschaft jedoch ab.
Wevill zog mit Ted Hughes zusammen und kümmerte sich um den Haushalt und seine zwei Kinder, Frieda und Nicholas. Am 3. März 1965 brachte sie eine Tochter, Alexandra Tatiana Elise Wevill, genannt „Shura“, zur Welt. Hughes gab nie öffentlich zu, Shuras Vater zu sein, glaubte aber laut seiner Schwester an seine Vaterschaft. Er betrog Assia mit verschiedenen Frauen und weigerte sich, Assia zu heiraten, die er wie eine Haushaltshilfe behandelt haben soll, was allerdings von Zeitzeugen aus dem Freundes- und Bekanntenkreis, wie beispielsweise Elizabeth Compton Sigmund, einer Freundin Sylvia Plaths, oder Fay Weldon, die Assia und die Familie gut kannte, anders gesehen wird.
Hughes’ Gedichtband Capriccio enthält Werke, die auf die Schwierigkeiten in ihrer Beziehung nach dem Tod Sylvia Plaths verweisen. In einem Notizbuch für den Band, der in der British Library aufbewahrt wird, personifiziert Hughes den Einfluss seiner verstorbenen Frau auf Wevill als „the homicidal ghost“ (der mörderische Geist). In einem Tagebucheintrag vom  20. März 1969, drei Tage vor Wevills Suizid, beschrieb Wevill ein Gespräch über ihre Beziehung mit Hughes. Seine Bemerkung, dass er sich wegen Sylvia Plath nicht auf eine ernsthafte Beziehung mit Assia einlassen könne, kommentiert sie darin mit: „I can’t answer that. No more than if it were a court-sentence. It says die, die soon. But execute yourself and your little self, efficiently.“ (Darauf finde ich keine Antwort. Nicht anders, als wäre es ein Gerichtsurteil. Es besagt: Stirb, stirb bald. Aber richte dich und dein kleines Ich effizient hin.)
Am 23. März 1969 brachte Assia sich und die vierjährige Shura um, indem sie die Küche ihrer Wohnung in Clapham luftdicht verschloss, Schlaftabletten und Alkohol einnahm und den Gasherd aufdrehte. Sie und das Kind wurden von Else Ludwig, dem deutschen Au-pair der Familie, gefunden. Ihr Suizid ähnelte damit stark dem von Sylvia Plath. In einem Brief an Assias Schwester Celia Chaikin schrieb Hughes später: „Assia was my true wife and the best friend I ever had“ (Assia war meine wahre Ehefrau und die beste Freundin, die ich je hatte).
Assias selbstgewählter Grabspruch lautet: Here lies a lover of unreason and an exile (Hier liegt eine Liebhaberin der Unvernunft und eine Exilantin). In ihrem Testament wünschte sie, in auf einem ländlichen Friedhof in England beerdigt zu werden. Ted Hughes entschied sich jedoch für eine Kremation. Anhand einer Postkarte an eine seiner Geliebten, die er aus Ashford, Kent, schickte, wird angenommen, dass er die Asche von Assia und Shura dort auf einem Friedhof verstreute.
Der im Jahr 1970 erschienene Gedichtband Hughes’, Crow. From the Life and Songs of the Crow, ist Assia und Shura gewidmet.

## Werke
- Julie Goodspeed-Chadwick, Peter K. Steinberg (Hrsg.): The Collected Writings of Assia Wevill. Louisiana State University Press, Baton Rouge 2021, ISBN 978-0-8071-7135-6.